# 諸葛原
诸葛原（?—?），字景春，三国时曹魏学者、官吏。
诸葛原喜好卜筮，与当时名术士管辂关系很好。官至新兴郡太守。诸葛原由馆陶县令转任新兴太守，管辂为他饯行，宾客都来聚会。诸葛原将燕卵、蜂巢、蜘蛛放在器具中，让管辂猜测。管辂说：“第一物，含气须变，依乎宇堂，雄雌以形，翅翼舒张，是燕卵。第二物，家室倒县，门户众多，藏精育毒，得秋乃化，是蜂窠。第三物，觳觫长足，吐丝成罗，寻网求食，利在昬夜，是蜘蛛。”